# Tricia Smith
Tricia Smith, född den 14 april 1957 i Vancouver, Kanada, är en kanadensisk roddare.
Hon tog OS-silver i tvåa utan styrman i samband med de olympiska roddtävlingarna 1984 i Los Angeles.